# اندی داوسون (زاده ۱۹۷۹)
اندی داوسون (انگلیسی: Andy Dawson؛ زادهٔ ۸ دسامبر ۱۹۷۹) بازیکن فوتبال اهل بریتانیا است.
از باشگاه‌هایی که در آن بازی کرده‌است می‌توان به باشگاه فوتبال کارلایل یونایتد اشاره کرد.